# Takagi & Ketra
Takagi & Ketra sono un gruppo musicale italiano costituito dai produttori discografici Alessandro Merli (Takagi) e Fabio Clemente (Ketra).

## Storia
I due produttori si sono conosciuti nel 2014, ed insieme hanno composto il singolo Nu juorno buono per il rapper Rocco Hunt, con il quale quest'ultimo ha vinto nella sezione "Giovani" del Festival di Sanremo 2014. Il singolo riscuote un grande successo. Lo stesso anno i due hanno prodotto il singolo di Fedez, L'amore eternit (al quale partecipa anche Noemi). L'anno dopo i due hanno prodotto i singoli In radio e Roma-Bangkok, rispettivamente di Marracash e di Baby K con Giusy Ferreri. Nel 2016 hanno prodotto i singoli Il cielo guarda te e Come neve, rispettivamente di Fred De Palma e Luca Dirisio. Nello stesso anno collaborano al singolo Oroscopo di Calcutta.
Il 16 giugno 2017 hanno pubblicato il loro primo singolo, L'esercito del selfie con la collaborazione di Arisa e Lorenzo Fragola. Nello stesso anno, hanno prodotto l'album Comunisti col Rolex per i rapper J-Ax e Fedez. Il 12 gennaio 2018 hanno pubblicato il loro secondo singolo, Da sola/In the Night con la collaborazione di Elisa e Tommaso Paradiso. Il 1º giugno seguente hanno pubblicato il loro terzo singolo, Amore e capoeira, con la collaborazione di Giusy Ferreri e Sean Kingston.
Il 1º marzo 2019 hanno pubblicato il loro quarto singolo, La Luna e la gatta con la collaborazione di Jovanotti, Tommaso Paradiso e Calcutta. Il 24 maggio seguente hanno pubblicato il loro quinto singolo, Jambo con la collaborazione di Giusy Ferreri e Omi. Il 19 giugno 2020 esce il loro sesto singolo, Ciclone, con le voci di Elodie e Mariah Angeliq e le chitarre dei Gipsy Kings.
L'8 gennaio 2021 è stato pubblicato il loro settimo singolo inedito, Venere e Marte, che vanta la collaborazione di Marco Mengoni e Frah Quintale. Il 28 maggio 2021 viene pubblicato l'ottavo singolo inedito, Shimmy Shimmy, che vede ancora una volta la collaborazione di Giusy Ferreri. Il 10 giugno 2022 è stato pubblicato il nono singolo Bubble, in collaborazione con Thasup e Salmo. Il 28 ottobre seguente il rapper Geolier pubblica Chiagne, in collaborazione con essi e Lazza.

## Discografia

### EP
- 2022 – Bubble - The Remixes

### Singoli
Come artisti principali
- 2017 – L'esercito del selfie (feat. Lorenzo Fragola e Arisa)
- 2018 – Da sola/In the Night (feat. Tommaso Paradiso e Elisa)
- 2018 – Amore e capoeira (feat. Giusy Ferreri e Sean Kingston)
- 2019 – La Luna e la gatta (feat. Tommaso Paradiso, Jovanotti e Calcutta)
- 2019 – Jambo (feat. Giusy Ferreri e Omi)
- 2020 – Ciclone (con Elodie e Mariah feat. Gipsy Kings, Nicolás Reyes e Tonino Baliardo)
- 2021 – Venere e Marte (feat. Marco Mengoni e Frah Quintale)
- 2021 – Shimmy Shimmy (feat. Giusy Ferreri)
- 2022 – Bubble (feat. Thasup e Salmo)
- 2023 – Everyday (feat. Shiva, Anna e Geolier)

Come artisti ospiti
- 2016 – Oroscopo (Calcutta feat. Takagi & Ketra)
- 2022 – Panico (Lazza feat. Takagi & Ketra)
- 2022 – Chiagne (Geolier feat. Lazza e Takagi & Ketra)

### Produzioni
- 2014 – Rocco Hunt – Nu juorno buono
- 2014 – Fedez feat. Noemi – L'amore eternit
- 2015 – Marracash – In radio
- 2015 – Baby K feat. Giusy Ferreri – Roma-Bangkok
- 2015 – Fedez e Mika – Beautiful Disaster
- 2016 – Fred De Palma – Il cielo guarda te
- 2016 – Laura Pausini – Innamorata (remix)
- 2016 – Entics – Revólucion
- 2016 – Luca Dirisio – Come neve
- 2017 – J-Ax e Fedez – Comunisti col Rolex
- 2017 – Giusy Ferreri – Fa talmente male
- 2017 – Fabri Fibra – Fenomeno
- 2017 – Federica Abbate – Fiori sui balconi
- 2017 – Baby K – Voglio ballare con te
- 2017 – Baby K – Aspettavo solo te
- 2018 – Frah Quintale, Giorgio Poi – Missili
- 2018 – J-Ax e Fedez – Italiana
- 2018 – Jovanotti – Affermativo (Takagi & Ketra Gipsy Trap Remix)
- 2018 – Fred De Palma feat. Ana Mena – D'estate non vale
- 2018 – Boomdabash feat. Loredana Bertè – Non ti dico no
- 2018 – Benji & Fede – Moscow Mule
- 2018 – Marco Mengoni – Mille lire
- 2018 – Enne – Vodkatonic
- 2018 – Federica Abbate – Finalmente
- 2019 – Dani Faiv – Xquisa
- 2019 – Fedez – Record
- 2019 – Fedez – Segni
- 2019 – Boomdabash – Per un milione
- 2019 – Loredana Bertè – Tequila e San Miguel
- 2019 – J-Ax – Ostia Lido
- 2019 – Emis Killa – Tijuana
- 2019 – Boomdabash feat. Alessandra Amoroso – Mambo salentino
- 2019 – Federica Abbate feat. Lorenzo Fragola – Camera con vista
- 2019 – Coro dell'Antoniano – Come i pesci, gli elefanti e le tigri
- 2019 – Elodie e Marracash – Margarita
- 2019 – Fred De Palma feat. Ana Mena – Una volta ancora
- 2019 – Ghali – Turbococco
- 2019 – Fred De Palma feat. Sofía Reyes – Il tuo profumo
- 2020 – Francesca Michielin feat. Takagi & Ketra e Fred De Palma – Acqua e sapone
- 2020 – J-Ax feat. Annalisa e Luca Di Stefano – Supercalifragili
- 2020 – Italian AllStars 4 Life – Ma il cielo è sempre blu (insieme a Dardust)
- 2020 – J-Ax – Una voglia assurda
- 2020 – Boomdabash e Alessandra Amoroso – Karaoke
- 2020 – Giusy Ferreri e Elettra Lamborghini – La isla
- 2020 – Fred De Palma feat. Anitta – Paloma
- 2020 – Boomdabash – Don't Worry
- 2021 – J-Ax feat. Jake La Furia – Salsa
- 2021 – Boomdabash e Baby K – Mohicani
- 2021 – Fred De Palma feat. Anitta – Un altro ballo
- 2021 – Salmo – Kumite
- 2022 – Giusy Ferreri – Miele
- 2022 – Elisa – Chi lo sa
- 2022 – Sangiovanni – Cortocircuito
- 2022 – Sissi – Scendi
- 2022 – Lorenzo Fragola e Mameli – Luna fortuna
- 2022 – Boomdabash e Annalisa – Tropicana
- 2022 – Fred De Palma – Extasi
- 2023 – Tony Effe feat. Emma – Taxi sulla Luna
- 2023 – Boomdabash feat. Paola & Chiara – Lambada
- 2023 – Fred De Palma feat. Ana Mena – Melodia criminal
- 2023 – Mara Sattei – Piango in discoteca
- 2023 – Boomdabash – Manifesto
- 2023 – Mida – Rossofuoco
- 2023 – Sfera Ebbasta feat. Elodie – Anche stasera
- 2024 – Alessandra Amoroso – Fino a qui
- 2024 – Geolier e Ultimo – L'ultima poesia
- 2024 – Ghali – Paprika
- 2024 – Boomdabash – Love U/Hate U
- 2024 – Fred De Palma e Guè – Notte cattiva
- 2024 – Capo Plaza – Fino all'alba
- 2024 – Geolier – Episodio d'amore
- 2025 – Ghali – Chill